# Arcturus anophthalmus
Arcturus anophthalmus är en kräftdjursart som först beskrevs av Yakov Avadievich Birstein 1963.  Arcturus anophthalmus ingår i släktet Arcturus och familjen Arcturidae. Inga underarter finns listade i Catalogue of Life.